# Голанска висораван
Голанска висораван (арап. هضبة الجولان [], хебр. רמת הגול; раније позната као Сиријска висораван), или једноставно Голан, јесте плато на граници између Израела, Либана, Јордана и Сирије. У поседу је Израела након Шестодневног рата са Сиријом, 1967. године, и поново 1973. године.

## Географија
Голанска висораван је омеђена са западне стране стеновитим планинама које се спуштају према Галилејском језеру и реци Јордан, с јужне стране реком Јармук, са севера границом с Либаном, и с јужне стране Хаураном. Голанска висораван је подељена на три регије: северну, централну и јужну.

## Геологија
Голанска висораван је плато и део вулканског поља из холоцена који се простире на север готово до Дамаска. Хермон је на сјеверу Голанске висоравни, али је геолошки одељен од вулканског поља. У близини Хермона је кратерско језеро Биркат Рам кога напајају подземна врела.

## Насеља
Највеће насеље и административни центар Голанске висоравни је јеврејски град Кацрин, саграђен 1970. године. Град окружују бројни кибуци и мосави. На северној страни Голанске висоравни су села Друза и Черкеза, укључујући Мајдал Шамс и село Алавите близу либанске границе.

## Воде висоравни
| - Јармук | - Јилабун | - Длајот | - Јехудија | - Мицар | - Самех |